# Trupti Murgunde
Trupti Murgunde (* 3. Juni 1982) ist eine indische Badmintonspielerin.

## Karriere
Trupti Murgunde gewann 1999 die Einzelmeisterschaften der Junioren in ihrem Heimatland Indien. 2004 siegte sie bei den Südasienspielen. 2005 war sie bei den Kenya International erfolgreich, 2006 bei den South Africa International. Sechs Jahre nach ihrem ersten Erfolg gewann sie 2010 noch einmal die Südasienspiele.

## Sportliche Erfolge
| Saison | Veranstaltung                              | Disziplin   | Platz | Name                            |
| ------ | ------------------------------------------ | ----------- | ----- | ------------------------------- |
| 1999   | Indien: Einzelmeisterschaften der Junioren | Damendoppel | 1     | Ketaki Thakar / Trupti Murgunde |
| 2004   | Südasienspiele                             | Dameneinzel | 1     | Trupti Murgunde                 |
| 2004   | Indien: Internationale Meisterschaften     | Dameneinzel | 3     | Trupti Murgunde                 |
| 2004   | Indien: Internationale Meisterschaften     | Damendoppel | 3     | Trupti Murgunde / Aparna Balan  |
| 2005   | Kenya International                        | Dameneinzel | 1     | Trupti Murgunde                 |
| 2006   | South Africa International                 | Dameneinzel | 1     | Trupti Murgunde                 |
| 2006   | Südasienspiele                             | Dameneinzel | 2     | Trupti Murgunde                 |
| 2007   | Bahrain: Internationale Meisterschaften    | Dameneinzel | 2     | Trupti Murgunde                 |
| 2008   | Bahrain International                      | Dameneinzel | 1     | Trupti Murgunde                 |
| 2009   | Czech International                        | Dameneinzel | 1     | Trupti Murgunde                 |
| 2010   | Südasienspiele                             | Dameneinzel | 1     | Trupti Murgunde                 |
| 2010   | Südasienspiele                             | Dameneinzel | 1     | Trupti Murgunde                 |
| 2014   | Uganda International                       | Dameneinzel | 1     | Trupti Murgunde                 |